# Орунда
Орунда — річка в Україні, у Хотинському й Новоселицькому районах Чернівецької області. Права притока Черлени (басейн Дунаю).

## Опис
Довжина річки приблизно 5,9 км.

## Розташування
Бере початок на південному заході від Керстенців. Тече на південний схід понад селом Довжок і на північному сході від Берестя впадає у річку Черлену, ліву притоку Прута.
Біля витоку річки пролягає автошлях Н 03.